# Microphiura decipiens
Microphiura decipiens är en ormstjärneart som beskrevs av Ole Theodor Jensen Mortensen 1910. Microphiura decipiens ingår i släktet Microphiura och familjen knotterormstjärnor. Inga underarter finns listade i Catalogue of Life.